# Hyphessobrycon epicharis
Hyphessobrycon epicharis är en fiskart som beskrevs av Weitzman och Palmer, 1997. Hyphessobrycon epicharis ingår i släktet Hyphessobrycon och familjen Characidae. Inga underarter finns listade i Catalogue of Life.